# آرک-سور-تی
آرک-سور-تی (به فرانسوی: Arc-sur-Tille) یک کمون در فرانسه با جمعیت ۲٬۴۶۴ نفر است که در Canton of Dijon-2 واقع شده‌است.